# Tổ kén đực
Tổ kén đực hay còn gọi là thao kén đực, thâu kén, thau kén, thu kén, ổ kén, dó hẹp, (danh pháp khoa học: Helicteres angustifolia) là một loài thực vật có hoa trong họ Cẩm quỳ. Loài này được L. mô tả khoa học đầu tiên năm 1753.